# Michael Kugel
Michaël Kugel (ukrainisch Михайло Бенедиктович Кугель/Michail Benediktowitsch Kugel; * 5. Dezember 1946 in Charkiw) ist ein ukrainischer Bratschist und Komponist.

## Leben
Kugel wurde in Charkiw (UdSSR) geboren. Er studierte Musik an der Beethoven-Musikschule in Charkow, am Musik-Kolleg B. M. Ljatoschinski in Charkiw und später am Leningrader Konservatorium. 1975 gewann er den ersten Preis – geteilt mit Zoltán Tóth – am Viola-Wettbewerb in Budapest, dies vor Juri Baschmet, der den zweiten Preis zugesprochen erhielt.
Von 1975 bis 1990 war Kugel Solobratschist der Moskauer Philharmonie, Bratschist des Beethoven-Quartetts und Professor am Moskauer Tschaikowski-Konservatorium. 1990 emigrierte er nach Israel und unterrichtete an der Rubin-Akademie. Seit 1996 lebt Kugel in Belgien, wo er Professor am Königlichen Konservatorium Gent war, derzeit unterrichtet er am Conservatorium Maastricht.
Kugel trat weltweit als Solist, wie auch als Dirigent, mit zahlreichen Sinfonieorchestern auf. Kugel nahm unter anderem an den Festivals in Lockenhausen, Lille, Passau, Jerusalem, Venedig, Dubrovnik, Cincinnati und anderen teil. Ferner wurde er als Jurymitglied bei den renommierten Bratschenwettbewerben wie dem Tertis- und dem Primrosewettbewerb berufen.

## Kompositionstätigkeit
Kugel bereicherte das Bratschenrepertoire um zahlreiche Transkriptionen und eigene Kompositionen: Eine Solosonate für Bratsche, ein Konzert für Bratsche und Orchester, eine Schostakowitsch gewidmete Suite für Bratsche und Klavier sowie weitere.

## Aufnahmen
Kugel spielte etwa 20 CDs und Langspielplatten ein, einige davon mit der Viola d’amore.